# Селенки
 Селенки — деревня в Смоленской области России, в Тёмкинском районе. Расположена в восточной части области в 8 км к западу от Тёмкина, в 2 км к югу от станции Засецкая на железнодорожной линии Вязьма – Калуга, в 1 км севернее автодороги Р132 Вязьма — Калуга — Тула — Рязань.
Население — 279 жителей (2007 год). Административный центр Селенского сельского поселения. Через деревню протекает речка Коштва.

## История
Крайняя дата упоминания в систематических списках 1811 год. Но на Плане Генерального межевания Юхновского уезда. 1780 г.
(Масштаб: 1 верста - 1 дюйм (1см - 420м)) деревня Селенки уже отмечена. Во время Великой Отечественной войны была оккупирована немцами (сначала финнами, затем немцами). В начале марта 1943 года освобождена.
Согласно переписи населения 1904 года деревня Селенки Селенского сельского поселения относилась к Кикинскому церковному приходу и происходит от слова «селение». А вот в нынешнем центре Селенского сельского поселения в деревне Селенки тогда было всего лишь 23 двора и проживало в них 116 человек. Селенки были Юхновского уезда, Западной области, Кикинского прихода.
Расположена она была вдоль нынешней улицы Черемушки. На нынешней улице Заводской была барская усадьба, стоял двух этажный дом и сад, который цел и сейчас. После революции барина раскулачили, создали Селенскую коммуну затем на этом месте в 1924 году был построен льнозавод. Вокруг деревни были разбросаны хутора, вот почему и до нашего времени сохранились названия: Мосолов колодец, Мосолов мост, т.к. там находился хутор – Мосоловых. Янкин пруд остался на месте хутора – Янкиных. Так было до революции.
В Селенках был организован колхоз «Верный путь» в состав вошли: д.Карпово, д.Рамоны, д.Калчужино, д.Селенки. Первым председателем был избран Григорий Игнатов, который руководил колхозом до дней немецкой оккупации. В феврале 1942 года появились в Селенках немцы. Льнозавод превратился в немецкие склады, было сформировано две немецких комендатуры. Селенки были освобождены 5 марта 1943 года. В 1960 году колхозы: «Рекорд», «Победа», «Завет Ильича», «Верный путь» были преобразованы в совхоз «Фатейковский» центром стала деревня Селенки.
В настоящее время[когда?]

 на территории поселения нет ни льнозавода, ни совхоза «Фатейковский».

## Экономика
Муниципальная основная общеобразовательная школа, муниципальный детский сад, «Селенский культурно-досуговый центр» (бывш. киноклуб), льнопредприятие ОАО «Селенкилён».

## Достопримечательности
При въезде в деревню, справа у дороги установлена памятная стела (обелиск).

## См также
- Фотографии на сайте Панорамио.ком. Архивировано из оригинала 19 декабря 2014 года.